# تساکار
تساکار (به ارمنی: Ծակքար) یک شهر در ارمنستان است که در استان گغارکونیک واقع شده‌است. تساکار در  کیلومتری شمال گاوار، مرکز استان گغارکونیک واقع شده است.

## خصوصیات
تساکار ۲٬۳۰۸ نفر جمعیت دارد و در ارتفاع  متر بالاتر از سطح دریا قرار گرفته است.